# تلون حراري

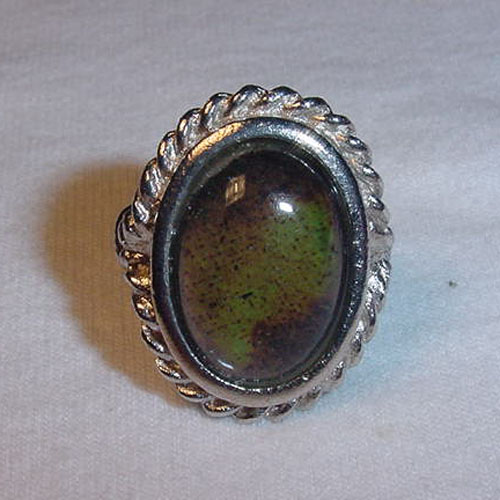
خاتم متغير الألوان ووجهه لأعلى. لاحظ نطاق تغير الألوان.

التلون الحراري هي خاصية مادة يتغير لونها بتغير درجة الحرارة. ويعد الخاتم متغير الألوان مثالاً ممتازًا لهذه الظاهرة، لكن للتلون الحراري أيضًا استخدامات أكثر عملية، مثل زجاجات رضاعة الأطفال (تتحول إلى لون مختلف عندما تبرد بدرجة تسمح بأن يشربها الطفل) أو الغلايات (تتغير عندما يقترب الماء من نقطة الغليان أو عندما يبلغ تلك النقطة). ويعد التلون الحراري أحد الأنواع المختلفة لـ التلون.

## المواد العضوية

### بلورات التلون الحراري السائلة
يعتمد المنهجان الشائعان على البلورات السائلة وأصباغ اللالونية. فتستخدم البلورات السائلة في الاستخدامات الدقيقة، حيث يمكن هندسة استجاباتهم لدرجات الحرارة الدقيقة، ولكن نطاق الألوان يتحدد بمبدأ عملها. وتسمح الأصباغ اللالونية باستخدام نطاق أكبر من الألوان، ولكن يصعب تحديد استجابتها لدرجات الحرارة تحديدًا دقيقًا.
تستطيع بعض البلورات السائلة عرض مختلف الألوان عند مختلف درجات الحرارة. ويعتمد هذا التغير على الانعكاس الانتقائي لأطوال موجية محددة حسب التركيب البلوري للمادة، حيث تتغير بين المرحلة البلورية منخفضة الحرارة عبر مرحلة لا تناظر تباين الخواص أو مرحلة الخيوط الملتوية، إلى مرحلة السائل متوحد الخواص مرتفع الحرارة. ففقط المرحلة الخيطية المتوسطة بين السائل والصلب هي التي تتميز بخصائص التلون الحراري، وهذا يقيد نطاق درجة الحرارة الفعالة للمادة.
فالمرحلة الخيطية الملتوية تتميز بجزيئات مطبقة في طبقات ذات اتجاهات مختلفة بانتظام، مما يمنحها سمة التباعد الدوري. فالضوء المار عبر البلورة يخضع لـ قانون براج في تلك الطبقات، وينعكس الطول الموجي ذو أكبر تداخل بنائي مرة أخرى، وبهذا يبدو وكأنه لون طيفي. ويمكن أن يؤدي تغير درجة حرارة البلورة إلى تغير في التباعد بين الطبقات مما ينعكس على الطول الموجي. وبهذا يتراوح باستمرار لون بلور التلون الحراري السائل ما بين (الأسود) غير العاكس إلى الألوان الطيفية ثم إلى الأسود مرة أخرى، حسب درجة الحرارة. وبصورة نموذجية، تعكس درجة حالة الحرارة العالية اللون البنفسجي المائل للزرقة، في حين تعكس حالة درجة الحرارة المنخفضة اللون البرتقالي المائل للحمرة. ونظرًا لقصر الطول الموجي للأزرق عن الطول الموجي للأحمر، فهذا يشير إلى انخفاض مسافة تباعد الطبقات الناتجة عن التسخين عبر حالة البلورات السائلة.
وبعض تلك المواد كولسترول نوناوايت أو كيانوبيفينيل.
تستخدم البلورات السائلة في الأصباغ والأحبار وغالبًا ما تكون في هيئة جزيئات صغيرة مغلفة في صورة معلق.
وتستخدم البلورات السائلة في التطبيقات حيث ينبغي تحديد تغير اللون تحديدًا دقيقًا. وتستخدم في موازين الحرارة في الغرف والثلاجات وأحواض الأسماك وفي الاستخدامات الطبية وفي مؤشرات مستوى البروبيان في الخزانات. ومن الاستخدامات الشائعة لبلورات التلون الحراري السائلة صناعة الخاتم متغير الألوان.
يصعب العمل مع البلورات السائلة وتحتاج إلى معدات طباعة متخصصة. وعادة ما تكون المادة نفسها باهظة الثمن أكثر من التقنيات البديلة. وتؤثر درجات الحرارة العالية والأشعة فوق البنفسجية وبعض المواد الكيميائية و/أو المذيبات تأثيرًا سلبيًا على عمر تلك المواد.

## وصلات خارجية
- Thermochromic Polymers
- Thermochromic pigments
- Thermochromic Liquid Crystal Handbook.pdf
- Thermochromic Liquid Crystal Topical Review